# 黑鰭擬金眼鯛
黑鰭擬金眼鯛（學名：P. compressa），為輻鰭魚綱鱸形目鱸亞目擬金眼鯛科的其中一個種，分布於西南太平洋澳洲東南部及紐西蘭海域，深度20-30公尺，本魚體側扁呈卵形，尾柄細長，眼大，吻圓鈍，無脂性眼瞼，下頜稍突出，腹鰭較小，位於近胸處，胸鰭基部有一黑色的圓斑，背鰭、尾鰭及胸鰭淡黃色，臀鰭深色，側線明顯略帶黃色，體色為紅褐色，吻部及胸部顏色較淡，體長可達20公分。棲息在外海的礁石區，成群活動，屬夜行性魚類，屬肉食性，以浮游生物為食，生活習性不明。